# Przemysław Redkowski
Przemysław Redkowski (ur. 15 lutego 1980 w Bielsku-Białej) – polski aktor filmowy, teatralny i serialowy.

## Życiorys

### Wykształcenie
W 2005 roku uzyskał dyplom Państwowej Wyższej Szkoły Filmowej, Telewizyjnej i Teatralnej im. Leona Schillera w Łodzi. W latach wcześniejszych współpracował z Teatrem im. Stefana Jaracza oraz Teatrem Studyjnym w Łodzi. Obecnie jest aktorem Teatru Bagatela w Krakowie. Jako aktor odgrywa role w różnorodnych repertuarach od „Zbrodni i Kary”, aż po komedie i farsy.

### Kariera
W szkolnym Teatrze Studyjnym zagrał w adaptacjach Gorkiego, Dostojewskiego, Belbela i Büchnera. Rozpoczynając pracę w Teatrze im. Jaracza zagrał Tybalta w adaptacji dramatu Shakespeare’a „Romeo i Julia”, dołączył także do obsady „Dnia Walentego”. Rolą Alochy w „Nocy Walpurgi” (reż. W. Śmigasiewicz) zadebiutował na scenie Teatru Bagatela. Wystąpił w szeregu etiud studenckich, rozbawia publiczność wcielając się w liczne postacie komediowe. Obecnie współpracuje z serialem Barwy Szczęścia, gdzie wciela się w rolę Janka Kozłowskiego.

### Reżyser
Jako asystent reżysera współpracował przy wystawieniu sztuki teatralnej „Kochanka nie z tej ziemi”.

### Konferansjer
Jako konferansjer imprez kulturowych i promocyjnych, prowadzi m.in. „Lato na wybrzeżu rewalskim”, „Jarmark św. Dominika” w Gdańsku „Święto Bytomia” oraz w Korczewie „Zielony Korczew".

## Nagrody
- 2005: Łódź – XXIII Festiwal Szkół Teatralnych – nagroda zespołowa za przedstawienie „Łoże” Sergi Belbela w PWSFTviT w Łodzi.

## Kariera teatralna
- 2013: Carmen. Bella Donna, jako Martin
- 2012: My w finale, jako Polityk z Momentem Intymnym
- 2010: Kochanowie nie z tej ziemi, jako Mark Webster
- 2009: Woyzeck, jako Andres
- 2009: Tramwaj zwany pożądaniem, jako Mitch
- 2009: I będzie wesele...J, jako Robert
- 2008: Napis, jako Pan Bouvier
- 2007: Zbrodnia i Kara, jako Rozumichin
- 2007: Okno na parlament, jako George Pigden
- 2007: Wielki dzień, jako Frank
- 2006: Wesele by Czechow, jako Andrzej Niunin
- 2006: Łoże
- 2006: Szalone nożyczki, jako Edwart Wurzel; Michał Tomasik
- 2005: Noc Walpurgii albo kroki komandora, jako Alocha
- 2005: 4x Woyzeck, jako Woyzeck
- 2005: Łoże, jako Przyjaciel
- 2005: Swidrygajłow, jako Łużyn
- 2004: Na dnie, jako Waśka Piekieł
- 2004: Dzień Walentego, jako Walenty
- 2001: Romeo i Julia, jako Tybalt

## Filmografia
- 2003–2012: Na Wspólnej – reżyser
- 2005: Pensjonat pod Różą – Witek Reszel, brat Marka (odc. 94 i 95)
- 2006: Plebania (odc. 729)
- 2006–2007: Kopciuszek – Rysiek
- 2007: Faceci do wzięcia (odc. 42)
- 2008: Londyńczycy – chłopak na budowie
- 2009: Na dobre i na złe – jako plutonowy Żandarmerii Wojskowej (odc. 388)
- 2009: Londyńczycy 2 – jako „Młody”, robotnik w ekipie Darka
- 2009–2018: Barwy Szczęścia – jako Janek Kozłowski, kochanek, później mąż Joli Grzelak
- 2009–2010: Majka – ojciec dziecka
- 2010: Ludzie Chudego – ranny policjant (odc. 13)
- 2010: Non son pronto
- 2011: Układ Warszawski – klawisz (odc. 1)
- 2011: Prosto w serce – jako prowadzący (odc. 64)
- 2013: Przyjaciółki – lekarz w szpitalu (odc. 14)
- 2013: Prawo Agaty – cukiernik Damian (odc. 51)
- 2014: Lekarze – jako szef serwisu (odc. 49)
- 2014: Kamienie na szaniec – lekarz na Pawiaku
- 2014: Hitler w operze – jako Edek „Hitler”
- 2015: O mnie się nie martw – kierownik restauracji (odc. 29)
- 2016: Komisarz Alex – jako Mariusz Smyk, syn Wacława (odc. 100)
- 2016: Druga szansa – jako manager (odc. 11)
- 2016: Bodo – jako konferansjer (odc. 5)
- 2017: Na dobre i na złe – jako Michał (odc. 663)
- 2018: Leśniczówka – jako Dariusz Matysek, brat Roberta
- 2018: Kler jako ratownik

## Etiudy i spektakle szkolne
- 2002: Dwie kawy
- 2002: Yin i Ying
- 2002: Za zamkniętymi drzwiami
- 2003: Anabioza
- 2003: Impas
- 2003: Pomiędzy
- 2005: Jedna noc
- 2005: Smuga cienia

## Teatr Telewizji
- 2005: Na dnie, jako Waśka Piepieł